# Laurent Bayot
 (janvier 2011).
Si vous disposez d'ouvrages ou d'articles de référence ou si vous connaissez des sites web de qualité traitant du thème abordé ici, merci de compléter l'article en donnant les références utiles à sa vérifiabilité et en les liant à la section « Notes et références ».
Pour les articles homonymes, voir Bayot.
Laurent Bayot est un écrivain belge de langue française, natif d'Écaussinnes.

## Œuvres
- Émilie, éditions Azimuts
- Même la mort peut se tromper, éditions Azimuts
- Dieux, diable, croyances et autres supercheries..., éditions L'Autre Chemin
- Rêves et réalité, éditions L'Autre Chemin
- Le Livre, éditions L'Autre Chemin